# Parlement gallois
« Senedd » redirige ici. Pour les autres significations, voir Senedd (homonymie).
VIe Senedd
Senedd
Le Parlement gallois (en anglais : Welsh Parliament, en gallois : Senedd Cymru), abrégé en Senedd et appelé Assemblée nationale du pays de Galles (en anglais : National Assembly for Wales, en gallois : Cynulliad Cenedlaethol Cymru) entre 1999 et 2020, est l’assemblée parlementaire monocamérale du pays de Galles, agissant dans le cadre d’une dévolution propre organisée par Westminster. Il peut légiférer dans certains domaines, fixer le montant des taxes et impôts et contrôler le Gouvernement gallois.
Après le succès du référendum sur la création d’une « assemblée galloise » en septembre 1997, l'institution est créée par le Government of Wales Act 1998 et entre en fonction à la suite des premières élections générales galloises, en mai 1999. Elle prend son nom actuel en application du Senedd and Elections (Wales) Act 2020, un changement d’appellation permise par le Wales Act 2017.
Initialement, l’Assemblée n’intervient que dans la législation secondaire par délégation législative du Parlement britannique sur onze « champs (en) » transférés par décrets en Conseil. Le oui au référendum de dévolution de mars 2011 conduit à la mise en pratique d'une partie de la nouvelle constitution nationale, le Government of Wales Act 2006. Par cette loi, l’Assemblée peut désormais légiférer dans les domaines primaire et secondaire dans vingt champs dévolus, tandis qu’elle devient un corps législatif séparé du corps exécutif agissant au nom de la Couronne que devient le Gouvernement gallois.
Le Parlement est composé de 60 représentants, élus pour cinq ans selon un mode de scrutin proportionnel mixte à un tour : 40 dans autant de circonscriptions au scrutin uninominal majoritaire, et 20 à la proportionnelle dans cinq régions électorales.
Le Parlement siège à Cardiff depuis sa fondation. Après s'être réuni pendant sept ans à Crickhowell House, il travaille depuis 2006 au Senedd, un bâtiment spécialement construit pour les besoins parlementaires à Cardiff Bay.

## Histoire

### Deux référendums
En 1979, un premier projet de dévolution du pouvoir est soumis à référendum. Prévoyant la création d'une « Assemblée galloise » de 72 membres disposant d'une délégation législative, le pouvoir législatif restant attaché au Parlement du Royaume-Uni. Il est rejeté par 79,8 % des suffrages exprimés, avec une participation de 59 % des inscrits.
La volonté de transfert de pouvoirs envers un corps législatif gallois refait surface en 1997, avec la tenue d'un nouveau référendum à l'initiative du gouvernement de Tony Blair. 50 % des inscrits se rendent aux urnes et approuvent la création de l'Assemblée nationale du pays de Galles par 50,3 % des suffrages exprimés.

### Assemblée aux pouvoirs réduits
L'année suivante, l'Assemblée nationale est effectivement créée par le Government of Wales Act 1998, mais elle n'entre en fonction qu'en mai 1999, à l'issue des premières élections galloises.
L'Assemblée ainsi formée dispose seulement d'une délégation législative pour mettre en œuvre des lois décidées à Londres, ayant la capacité de demander au Parlement de Westminster l'adoption de lois spécifiques pour le pays de Galles. Elle dispose d'un budget de 8 milliards de livres sterling. Le pouvoir exécutif relève d'un comité exécutif issu des rangs parlementaires, présidé par le premier secrétaire, qui prend en 2000 le titre de premier ministre du pays de Galles.

### Parlement de plein exercice
Le 25 juillet 2006, le Parlement britannique adopte une loi (Government of Wales Act 2006) permettant à l'Assemblée nationale de :
- voter ses propres lois dans ses domaines de compétence ;
- demander le transfert de compétence pour de nouveaux secteurs ;
- organiser un référendum pour mettre en place un véritable pouvoir législatif semblable au statut écossais.

Ce référendum s'est tenu en mars 2011 et s'est conclu par 63,5 % de oui.

## Dénomination
Sous l'empire du Government of Wales Act 1998, l'assemblée galloise prend le nom d'Assemblée nationale du pays de Galles (National Assembly for Wales, Cynulliad Cenedlaethol Cymru). Bien que l’expression anglaise ait le sens littéral d’« Assemblée nationale pour le pays de Galles » et soit utilisée par une partie de la communauté scientifique francophone,, la traduction d’« Assemblée nationale du pays de Galles » est préférée dans la majorité des publications en français,,. L’assemblée elle-même s’intitule « Assemblée nationale de Galles » dans les documents en français à destination touristique.
Le Wales Act 2017 accorde à l'Assemblée nationale le pouvoir de décider de sa propre dénomination. Par l'adoption du Senedd and Elections (Wales) Act 2020, les membres du Senedd font le choix de rebaptiser leur institution en Parlement gallois.

## Composition
L'Assemblée nationale est composée de 60 membres appelés les membres du Senedd (Members of the Senedd, abrégés en « MSs », et Aelodau o’r Senedd, abrégés « ASau »). Leur mandat a été fixé à cinq ans en 2011. Il était auparavant de quatre ans.
L'Assemblée est élue selon un système mixte. Chaque électeur dispose de deux voix : la première voix sert à élire un membre de l'Assemblée au scrutin uninominal à un tour dans une des 40 circonscriptions, la seconde voix est pour une liste dans le cadre de l'une des cinq régions. Le nombre de sièges pour chaque parti est attribué à la proportionnelle en prenant en compte les sièges déjà attribués dans les circonscriptions.
Depuis le Wales Act de 2014, les membres de l'Assemblée nationale ne peuvent plus cumuler leur siège avec celui de membre du Parlement.

## Senedd
L'Assemblée nationale du pays de Galles à Cardiff Bay au Senedd, un bâtiment conçu par l'architecte Richard Rogers.
À la différence du Parlement de Westminster, l'Assemblée nationale siège en arc de cercle.

## Identité visuelle
À la mise en place de la législature, les services de l’Assemblée nationale du pays de Galles reprennent le badge royal du pays de Galles comme identité visuelle. Il s’agit d’un badge héraldique propre au pays de Galles ayant fait l’objet d’une augmentation par un décret en Conseil du 11 mars 1953 d’Élisabeth II constitué de plusieurs éléments : un écu reprenant comme figure un dragon de gueules sur un champ composé d’argent et de sinople ; une couronne de saint Édouard ; et un collier d’argent portant la devise Y·DDRAIG·GOCH·DDYRY·CYCHWYN de sinople,.
Une seconde identité visuelle de l’Assemblée est lancée le 22 novembre 2002 sous la forme d’un logotype cette fois-ci, sur proposition du comité de la Chambre afin de distinguer les branches législative et exécutive. En effet, depuis le 1er mars 2002, le cabinet de l'Assemblée — organe exécutif de la législature — utilise son propre logotype où il se présente comme le « gouvernement de l’Assemblée galloise » tandis que l’organe législatif ne dispose d’aucune identité propre,. Une charte graphique proposée le 13 octobre 2003 homologue ainsi plusieurs versions du logotype associant un dessin, le dragon gallois, ainsi qu’un texte bilingue reprenant le nom officiel de la législature en anglais, National Assembly for Wales, et en gallois, Cynulliad Cenedlaethol Cymru. La première d’entre elles et la plus répandue est celle sur un fond blanc du dragon rouge avec une police d’écriture verte.
En février 2007, en lien avec la future application de dispositions du Government of Wales Act 2006, le président de l’Assemblée Dafydd Elis-Thomas entre en contact avec le College of Arms et le prince de Galles pour solliciter l’octroi d’un nouvel emblème gallois destiné à un usage officiel qui permettrait de marquer tout type de législation émanant de l’Assemblée nationale du pays de Galles. Aussi, conçu par le roi d’armes de la Jarretière Peter Gwynne-Jones le 23 mai 2008 et approuvé par Élisabeth II, un nouveau badge royal est utilisé à compter du 9 juillet 2008, jour de l’approbation par la reine en Conseil du premier texte législatif de l’Assemblée, la NHS Redress (Wales) Measure 2008. Cet autre badge héraldique se base sur le blason de Llywelyn le Grand, coiffé de la couronne de saint Édouard et entouré d’un collier de sinople avec la devise PLEIDIOL·WYF·I’M·GWLAD ainsi que des symboles végétaux des nations constitutives du Royaume-Uni, c’est-à-dire la rose d’Angleterre, le chardon d’Écosse, le poireau du pays de Galles et le trèfle d’Irlande.
Parallèlement à l’octroi d’armes identificatrices, la commission de l’Assemblée souhaite développer à partir de juillet 2008 une stratégie permettant d’améliorer l’image de la chambre au travers de la communication interne et externe. Ainsi, à partir d’un Brand Manifesto, une adaptation de l’identité organisationnelle est mise en place dès mai 2009 tandis que la charte graphique fait l’objet d’une altération mineure puisque les éléments formant le logotype sont conservés,. Plus de dix ans plus tard, une loi de l’Assemblée, le Senedd and Elections (Wales) Act 2020, sanctionnée le 15 janvier 2020, modifie à partir du 6 mai 2020 l’appellation de la législature, désignée comme le Senedd Cymru en gallois et le Welsh Parliament en anglais. Une décision prise par la commission de l’Assemblée le 27 janvier 2020 prévoit l’entrée en vigueur d’une nouvelle version du logotype adaptée aux nouvelles dénominations dès le changement de nom de la chambre.

### Badges

Badge royal de 1953 (utilisé comme identité visuelle de 1999 à 2002)
Badge royal de 2008 (utilisé sur les mesures puis les lois depuis 2008)

### Logotypes

Première version du logotype (utilisée comme identité visuelle de 2002 à 2009)
Deuxième version du logotype (utilisée comme identité visuelle de 2009 à 2020)
Troisième version du logotype (utilisée comme identité visuelle depuis 2020)

### Règlement intérieur
- National Assembly for Wales, Standing Orders of the National Assembly for Wales, National Assembly for Wales Commission, 2019, 221 p. (lire en ligne [PDF]).
- Cynulliad Cenedlaethol Cymru, Rheolau Sefydlog Cynulliad Cenedlaethol Cymru, Hawlfraint Comisiwn Cynulliad Cenedlaethol Cymru, 2019, 210 p. (lire en ligne [PDF]).

### Législation galloise
- Welsh Language (Wales) Measure 2011, The Stationery Office Limited, 2014 (1re éd. 2011), 138 p. (lire en ligne [PDF]).
- National Assembly for Wales (Official Languages) Act 2012, The Stationery Office Limited, 2012, 4 p. (lire en ligne [PDF]).

### Législation britannique
- Government of Wales Act 1998, The Stationery Office Limited, 1999 (1re éd. 1998), 183 p. (lire en ligne [PDF]).
- Government of Wales Act 2006, The Stationery Office Limited, 2006, 203 p. (lire en ligne [PDF]).
- Wales Act 2014, The Stationery Office Limited, 2014, 39 p. (lire en ligne [PDF]).

### Autres ouvrages
- Gwen Parry, Assembly Communications Services, Guidance on the use of the corporate identity, House Committee, 2003, 7 p. (lire en ligne [PDF]).